# Alphonse Lalauze
Pour les articles homonymes, voir Lalauze.
Alphonse Lalauze, né dans le 6e arrondissement de Paris le 21 juin 1872 et mort à Milly-la-Forêt en 1941, est un peintre et illustrateur français.

## Biographie

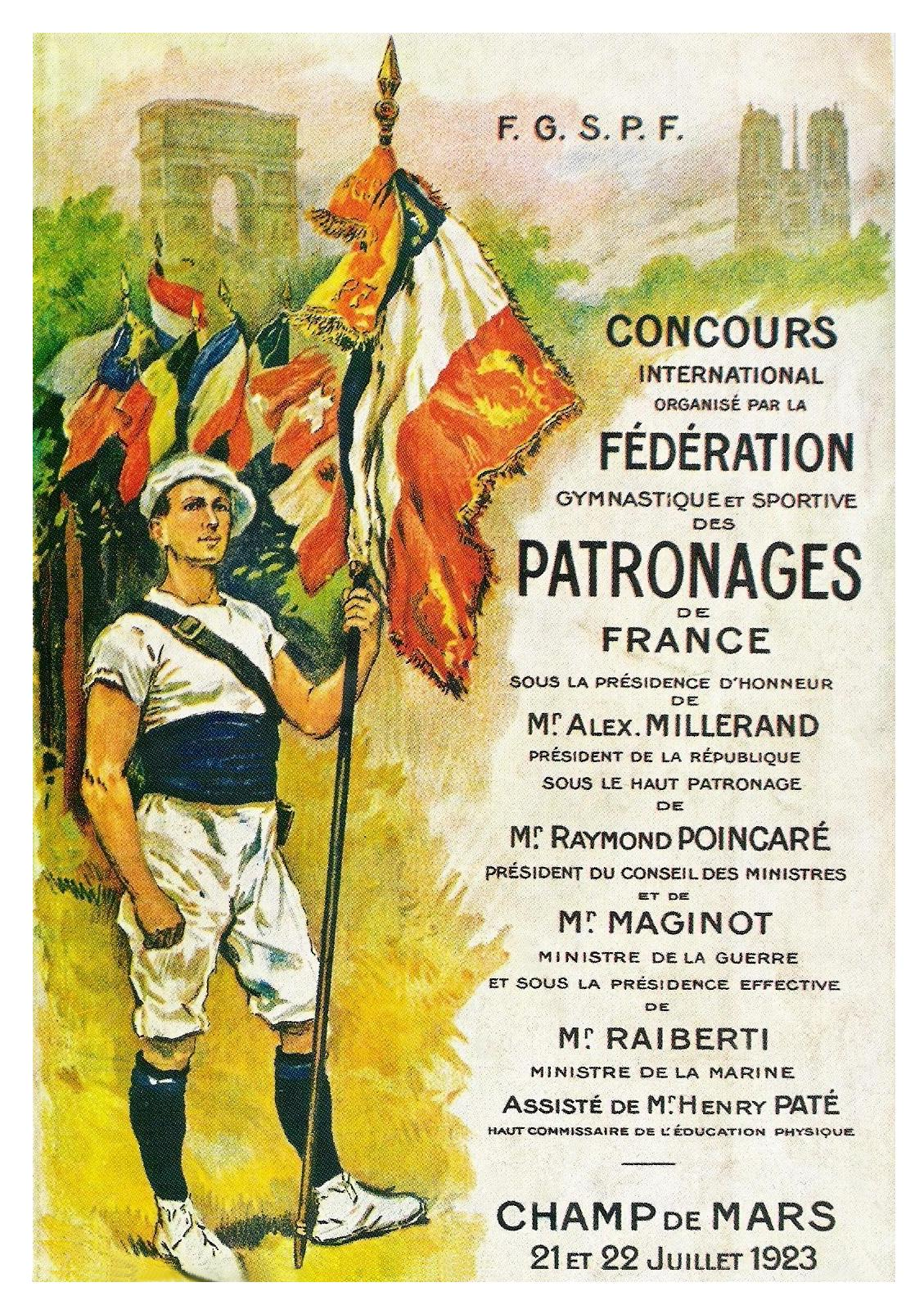
Fédération gymnastique et sportive des patronages de France, affiche (1923).

Alphonse Lalauze est le fils du graveur Adolphe Lalauze (1838-1906). Il est élève du peintre Édouard Detaille et se spécialise dans les sujets militaires, puis deviendra peintre de l'Armée de terre. 
Alphonse Lalauze participe aux expositions du Salon des artistes français dont il devient sociétaire. Il y obtient une mention honorable en 1899 et une médaille de 3e classe en 1900. La même année, il obtient également une mention honorable à l'occasion de l'Exposition universelle.
Il est nommé chevalier de la Légion d'honneur par décret du 7 août 1931.
La qualité de son graphisme lui vaut d'être retenu pour illustrer quelques ouvrages dont l'Histoire de l'Empereur raconté par un vieux soldat d'Honoré de Balzac, dont les aquarelles originales d'Alphonse Lalauze sont gravées par son père Adolphe, et Costumes militaires de l'armée française : 1902-1907 sur un texte de Louis Delpérier.
Alphonse Lalauze remporte en 1923 le concours organisé par la Fédération gymnastique et sportive des patronages de France (FGSPF) pour l'affiche du concours international de gymnastique organisé la même année à Paris. En 1927, cette affiche, réimprimée sans texte, devient la charte graphique de celles de tous les concours de cette fédération. Innombrables et très visuelles, elles contribuent alors à le faire mieux connaître du grand public. En 1935, la FGSPF lui commande un diplôme dont l'illustration, inspirée de l'affiche, sert de cadre à la fois aux prix sportifs et aux reconnaissances de compétence des cadres.
Décédé le 26 mai 1941 à Marvejols (48) et non en 1936 à Milly-la-Forêt comme indiqué par erreur sur tous les sites.

## Œuvres dans les collections publiques
En France
- Compiègne, château de Compiègne : Madame Pasca, estampe[6].

En Roumanie
- Bucarest, musée national d'art de Roumanie :
  - Dragons à cheval, dessin[7] ;
  - Grenadier et son cheval, dessin[8].

## Salons
- Salon des artistes français :
  - 1908 : Mayence, 14 juillet 1803, huile sur toile[9].
  - 1910 : Le Canonnier Barailler à Marengo, 14 juin 1800, huile sur toile[10].
  - 1911 : Dragons d'escorte, 1er janvier 1911, huile sur toile[11].
  - 1912 : Reddition du général Blücher aux environs de Lübeck, 7 novembre 1806, huile sur toile[12].
  - 1913 : Alerte dans un bivouac de cavalerie légère, 1812, huile sur toile[13].
  - 1914 : Le Premier consul annonce à la garde consulaire l'arrivée de la division, huile sur toile[14].